# Trädgårdsdagliljor
Trädgårdsdagliljor (Hemerocallis Hybrida-gruppen) är en grupp i familjen dagliljeväxter och innehåller komplexa hybrider mellan olika arter.
Gruppen kan delas in i ytterligare undergrupper, främst beroende på blommans form:
- Enkelblommiga - blommorna består av sex hylleblad.
- Fylldblommiga - hyllebladen är fler än sex. Det finns mer än 2500 sorter i den här gruppen.
- Mångbladiga - hyllebladkransarna är utökade med extra hylleblad utöver de vanliga tre, ståndarna matchar antalet hylleblad. Ungefär 110 sorter är registrerade.
- Spindelblommiga - hyllebladen är smala och långa. Ungefär 600 sorter är kända.
- Ovanlig blomform - hyllebladen har en ovanlig form, de kan vara krusiga, kaskadlika eller skedformade. Gruppen består av ca 1500 sorter.

I USA är populariteten enorm med mängder av nya sorter som introduceras varje år. De mest spektakulära säljs till fantasipriser, som 'Larry's Obsession' som 2004 såldes på auktion för 6300 US dollar.

## Bilder

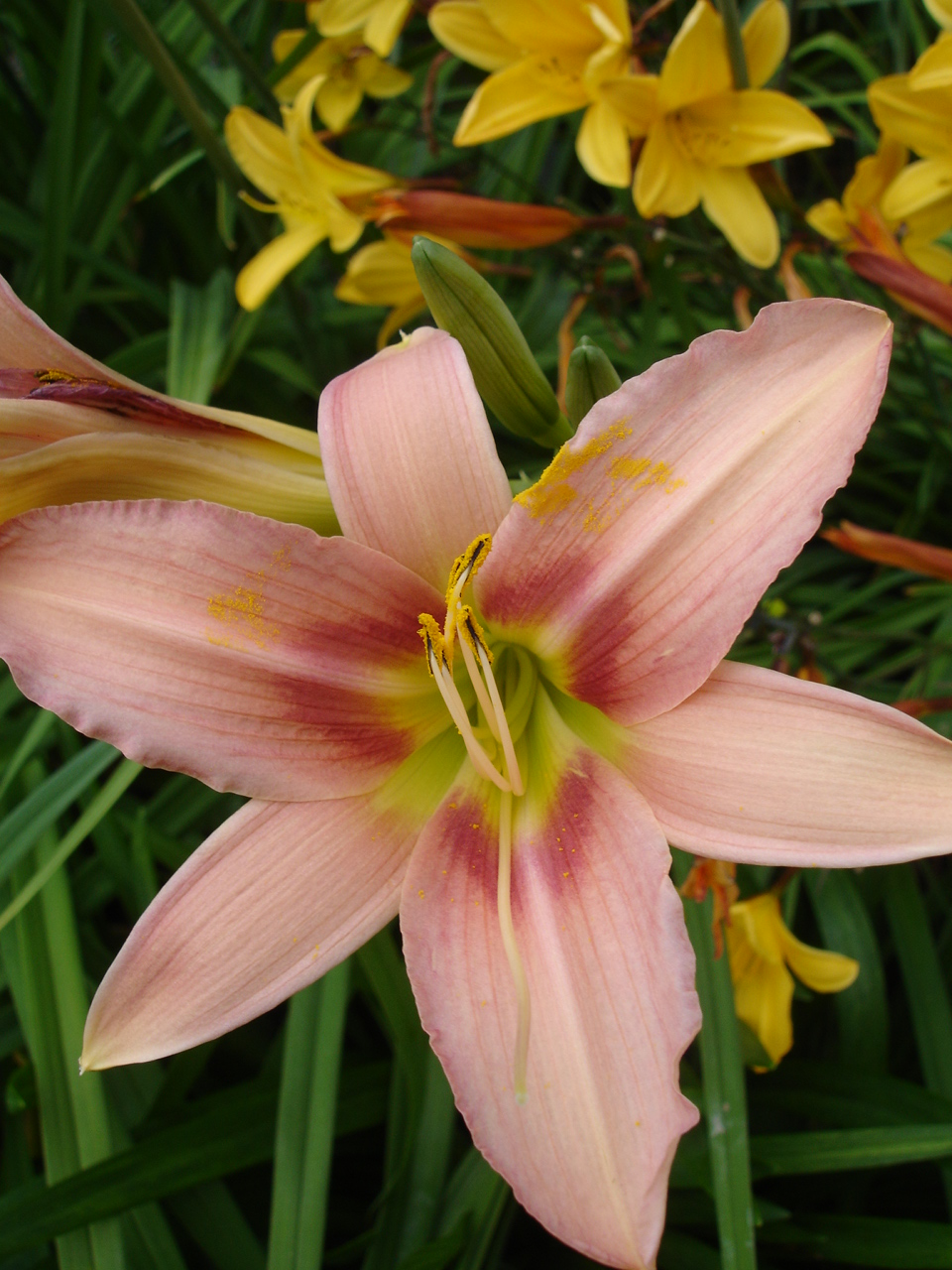
'Anthea'
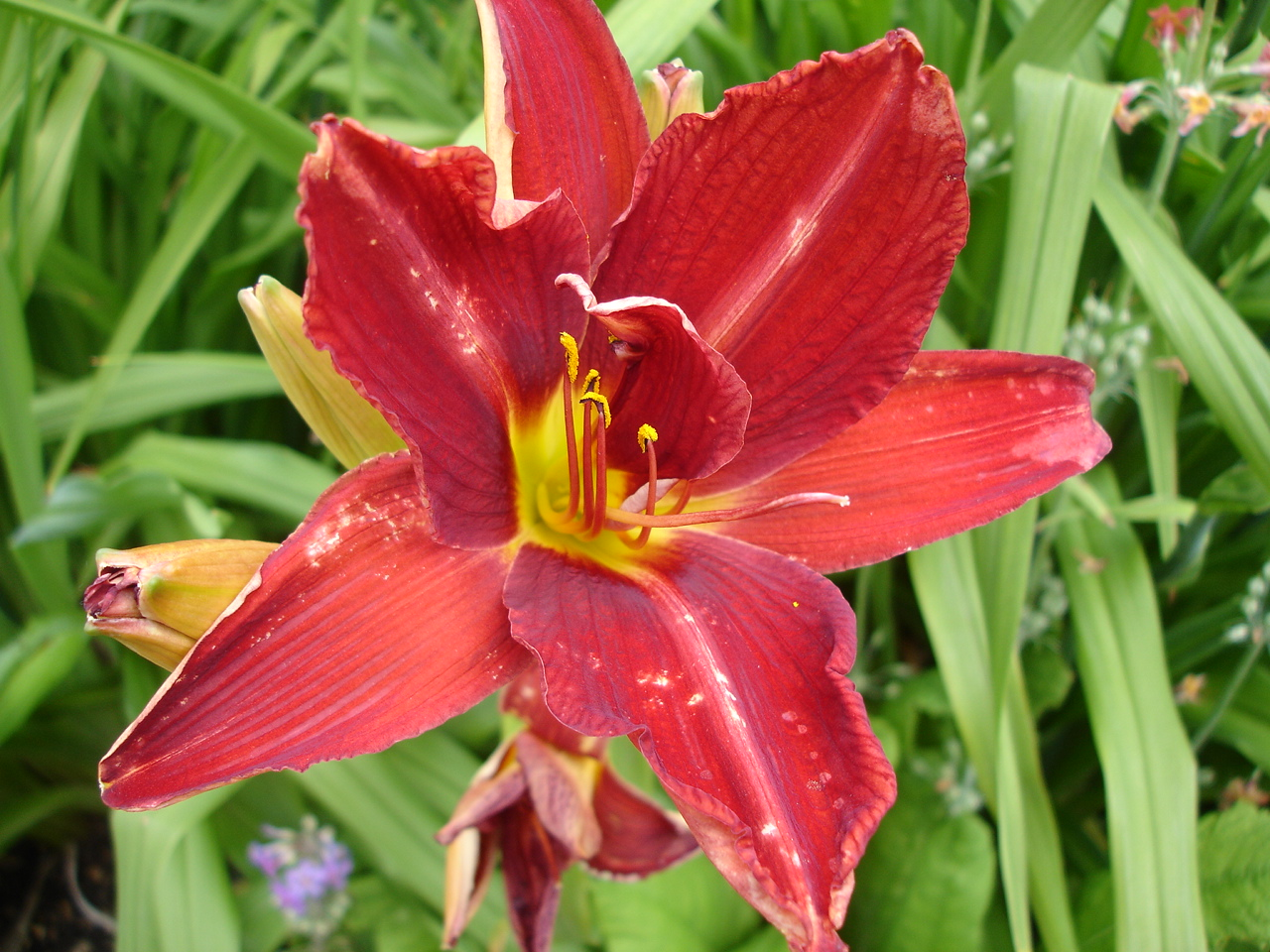
'Anzac (Parry 1968)
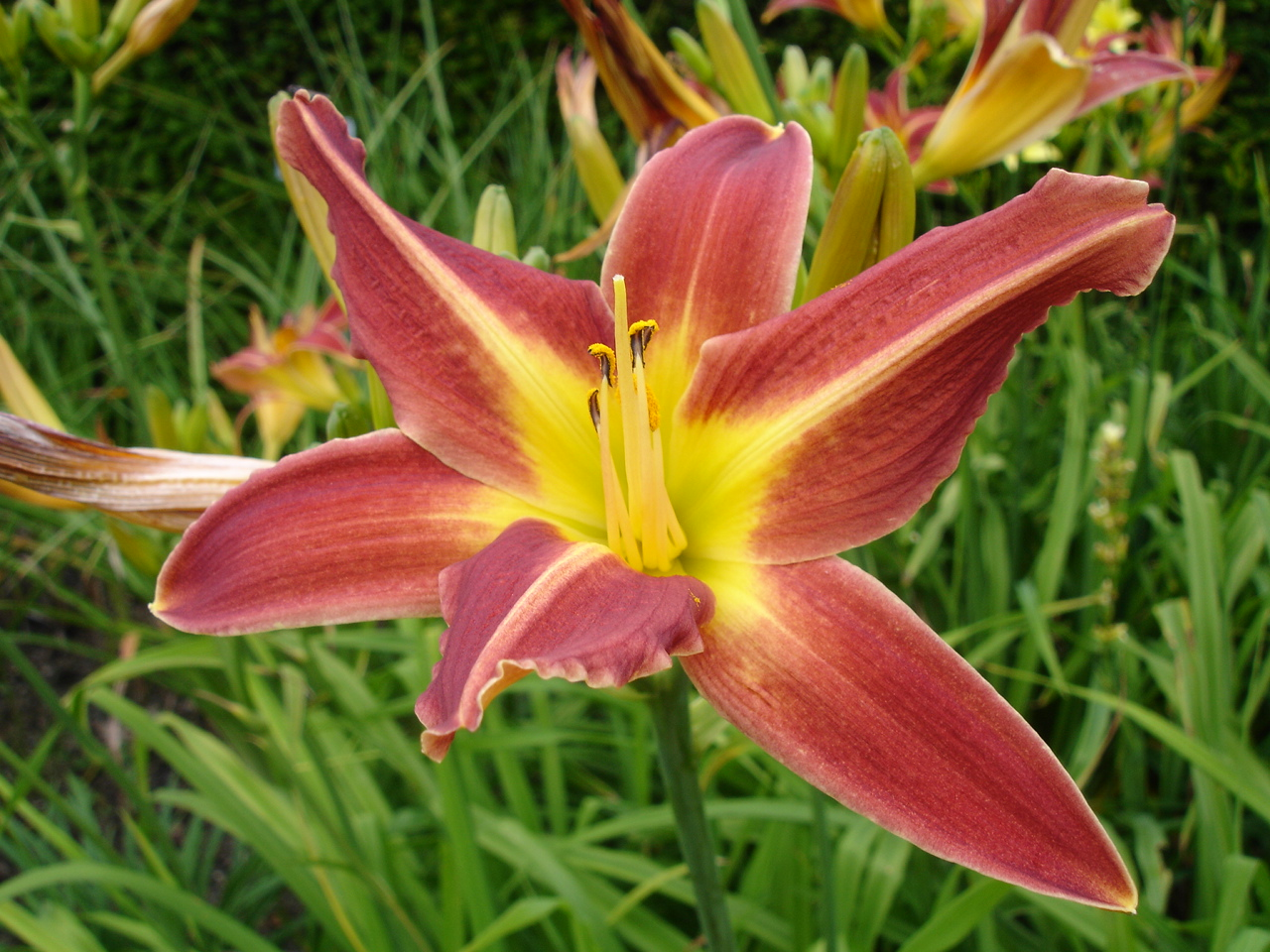
'Black Falcon' (N.E. Smith, 1941)
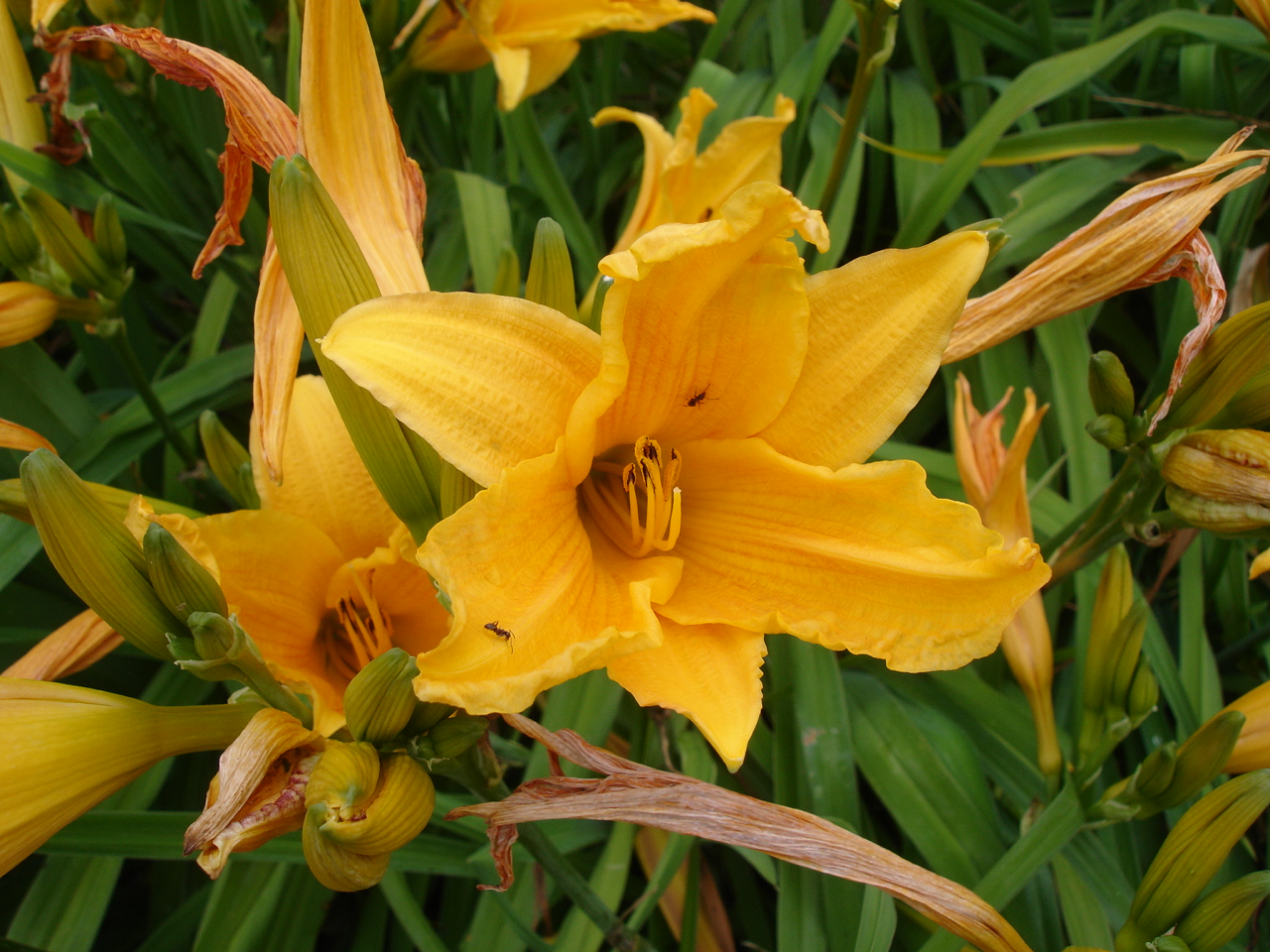
'Burning Daylight' (H.A. Fischer 1957)
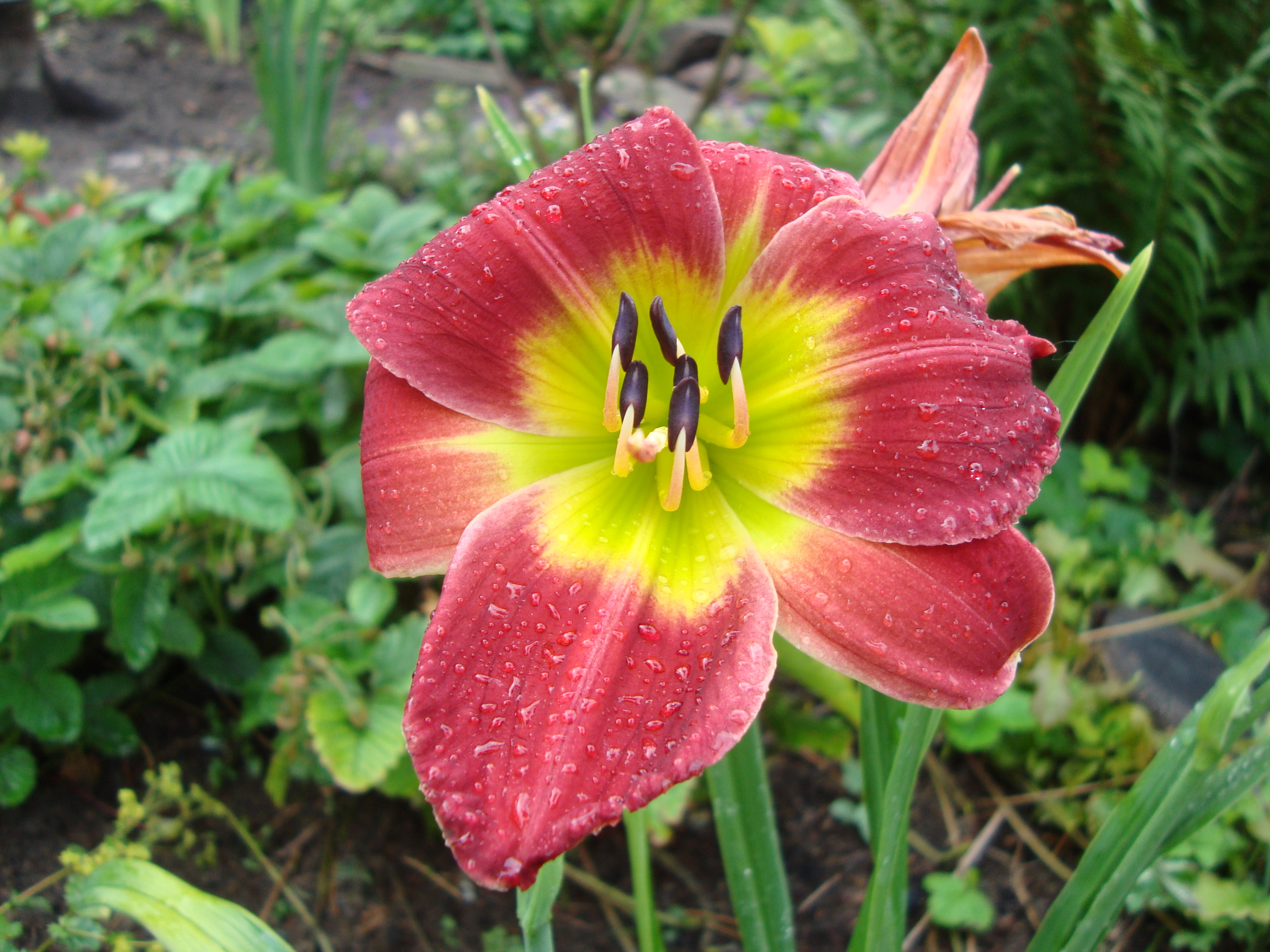
'Christmas Is' (Yancey, 1979)
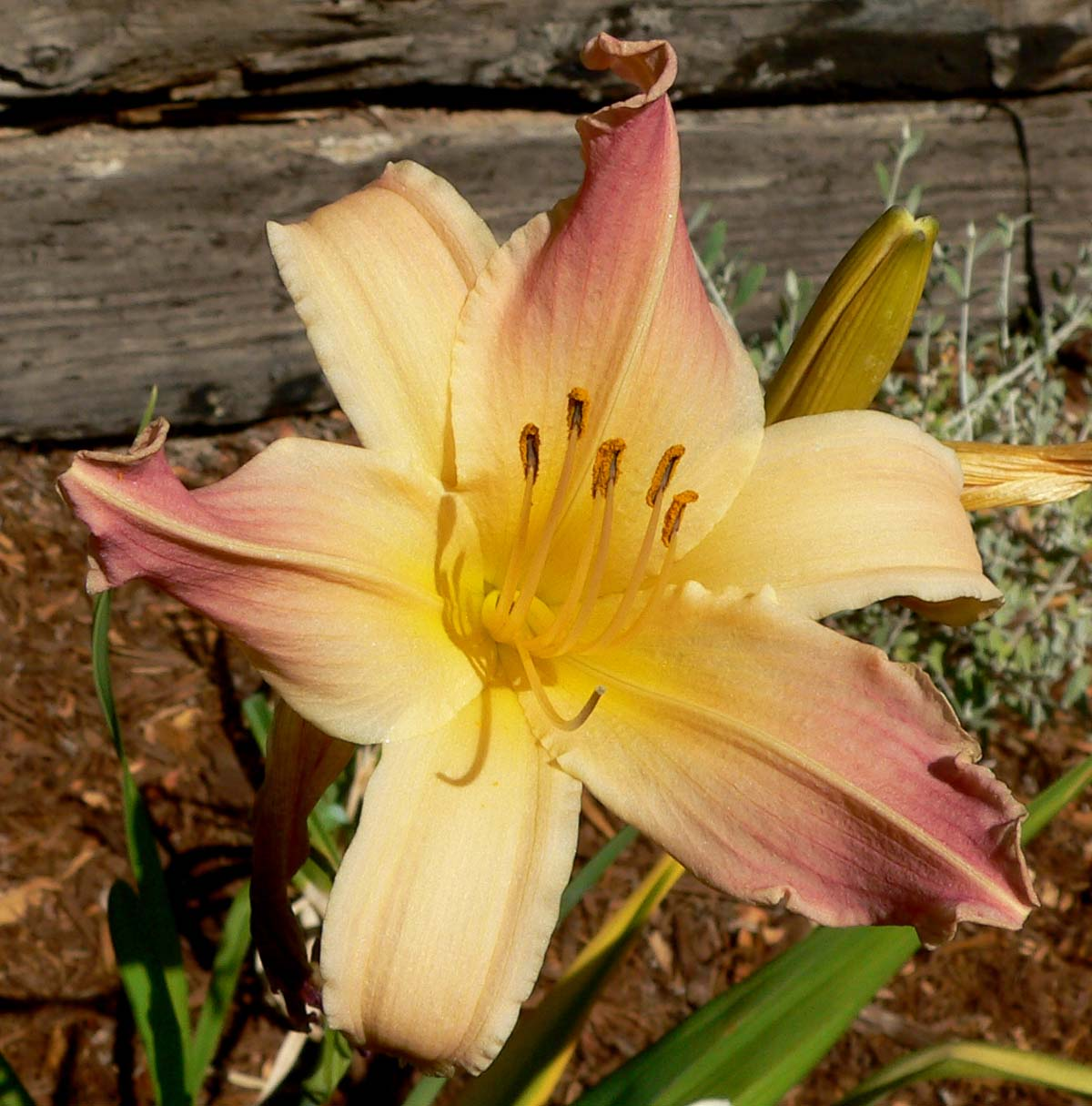
'Cinderella's Dress'
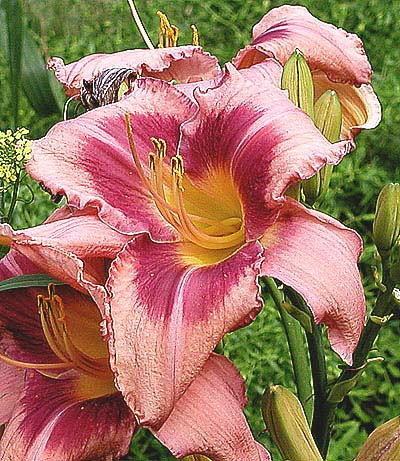
'Designer Jeans' (Sikes 1983)
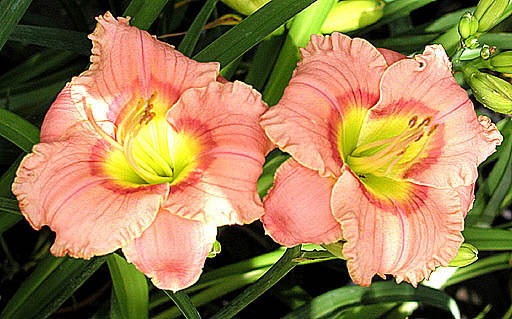
'Elegant Candy' (Stamile 1995)
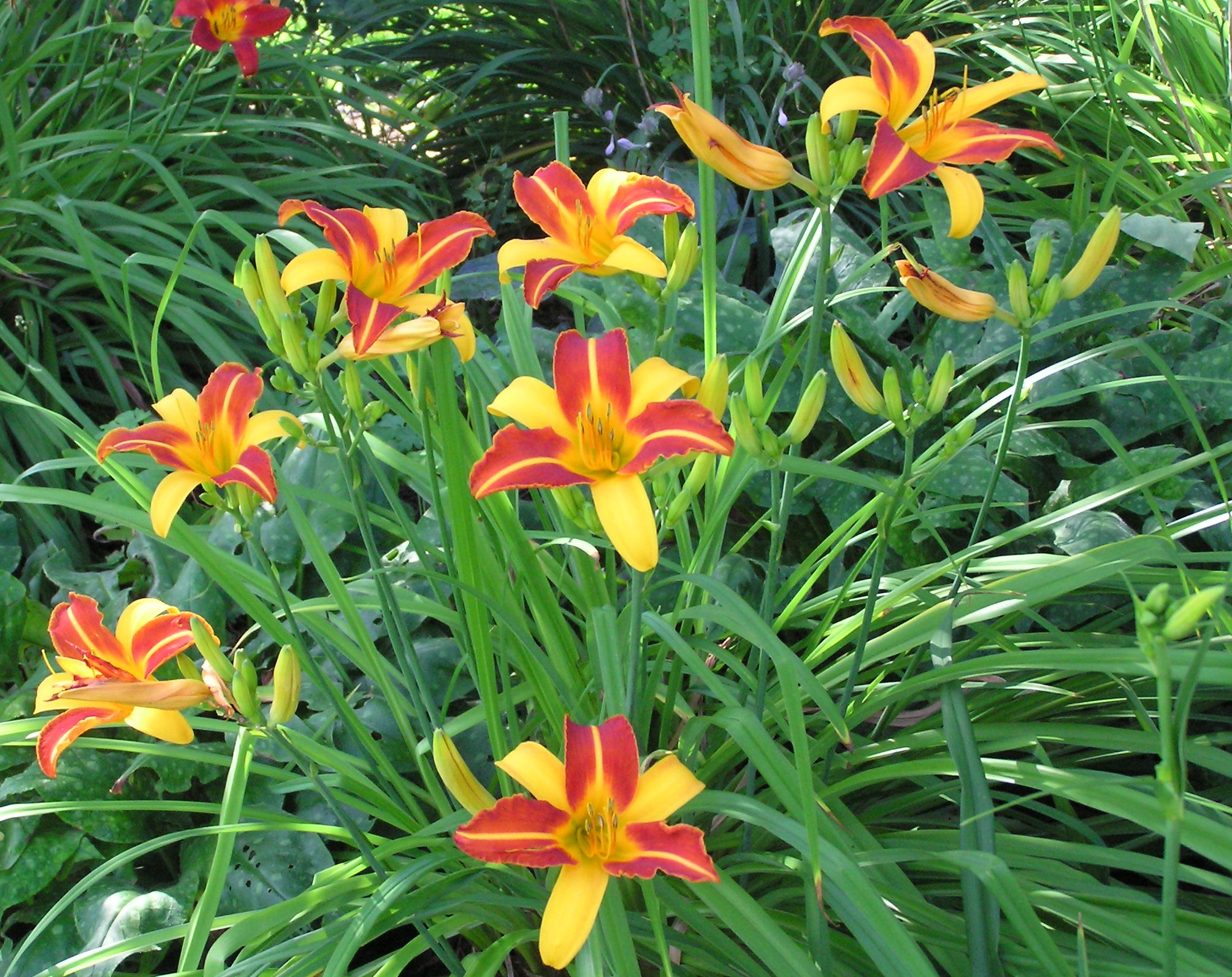
'Frans Hals' (Flory 1955)
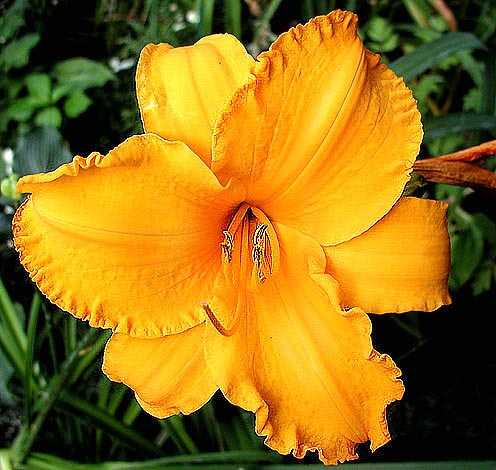
'Intense Orange Gold' (Klehm 1993)
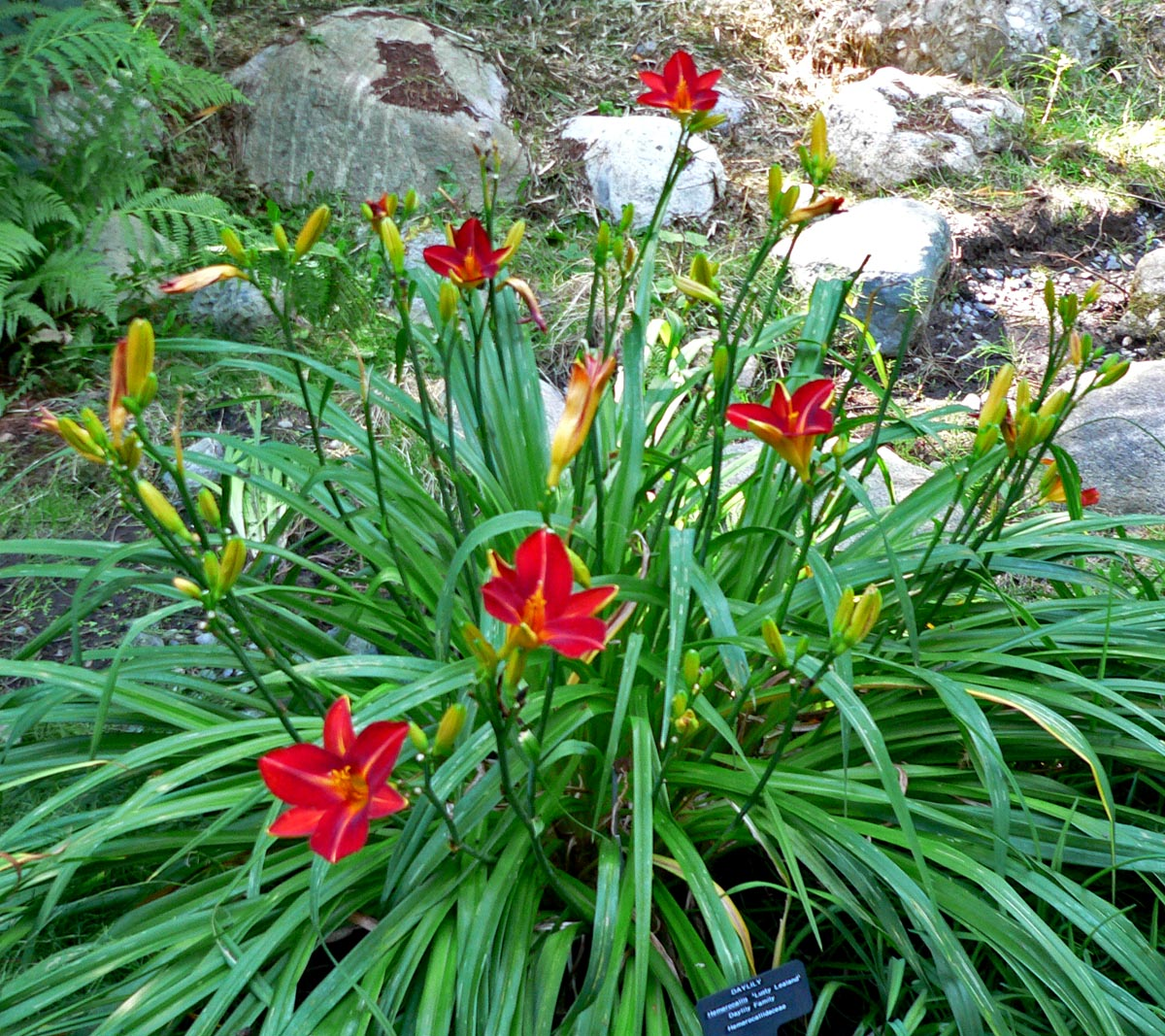
'Lusty Lealand' (Peck 1970)
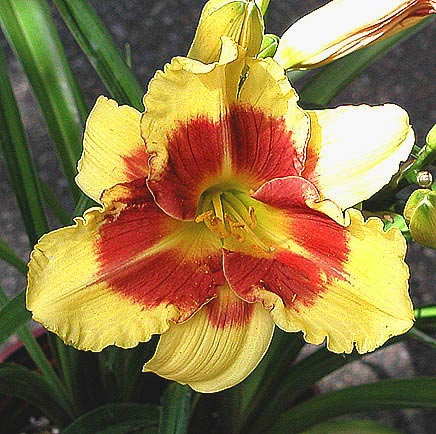
'New Clown Charm'
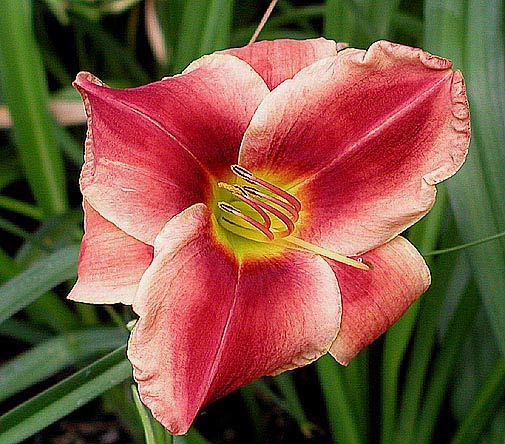
'Ruby Spice' (Klehm 1996)
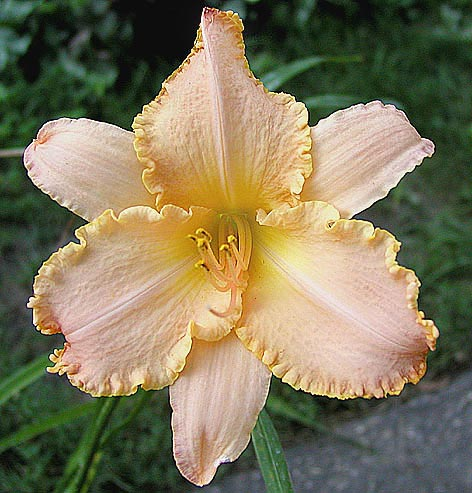
'Sense' (Klehm 1996)
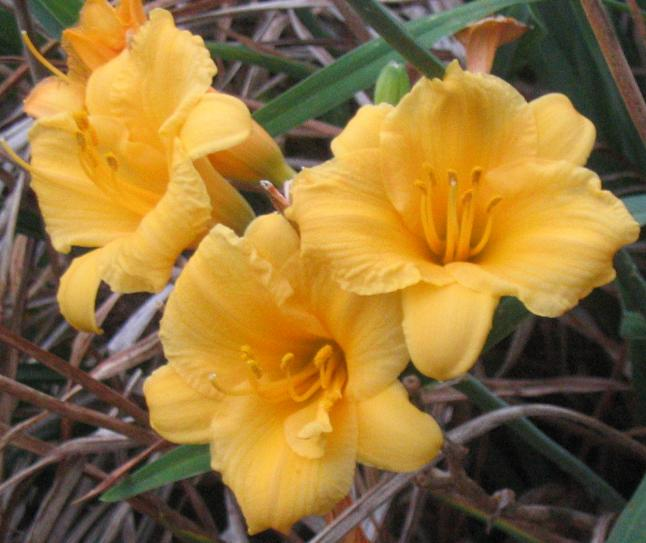
'Stella de Oro' (Jablonski 1975)
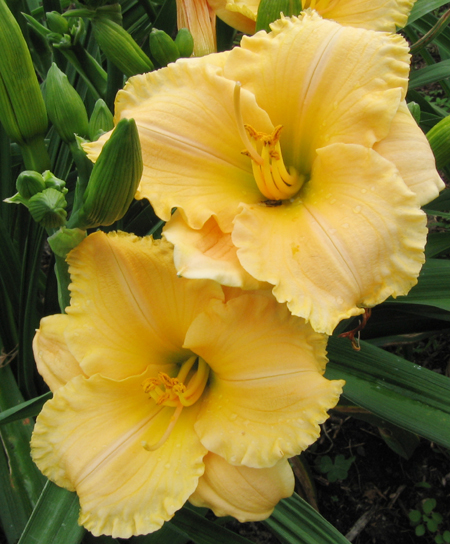
'Tom Collins' (Millikan-B. 1982)